# Cupidesthes mimetica
Cupidesthes mimetica är en fjärilsart som beskrevs av Bethune-Baker 1910. Cupidesthes mimetica ingår i släktet Cupidesthes och familjen juvelvingar. Inga underarter finns listade i Catalogue of Life.

## Bildgalleri

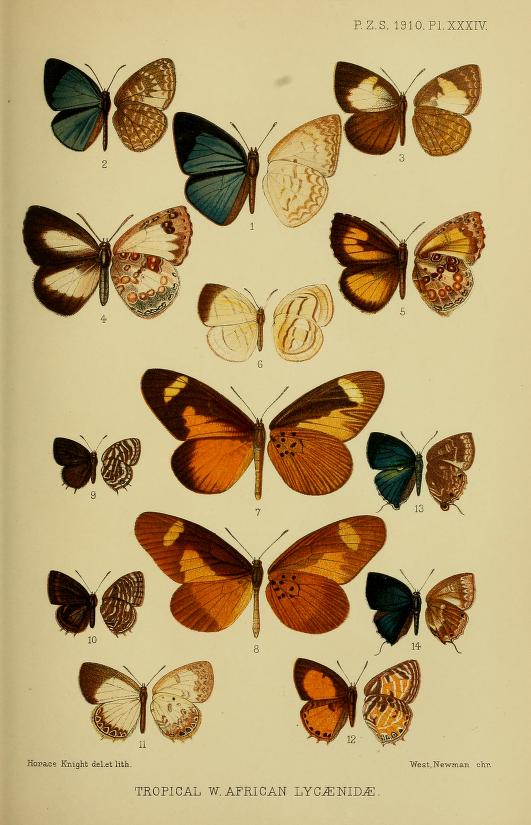
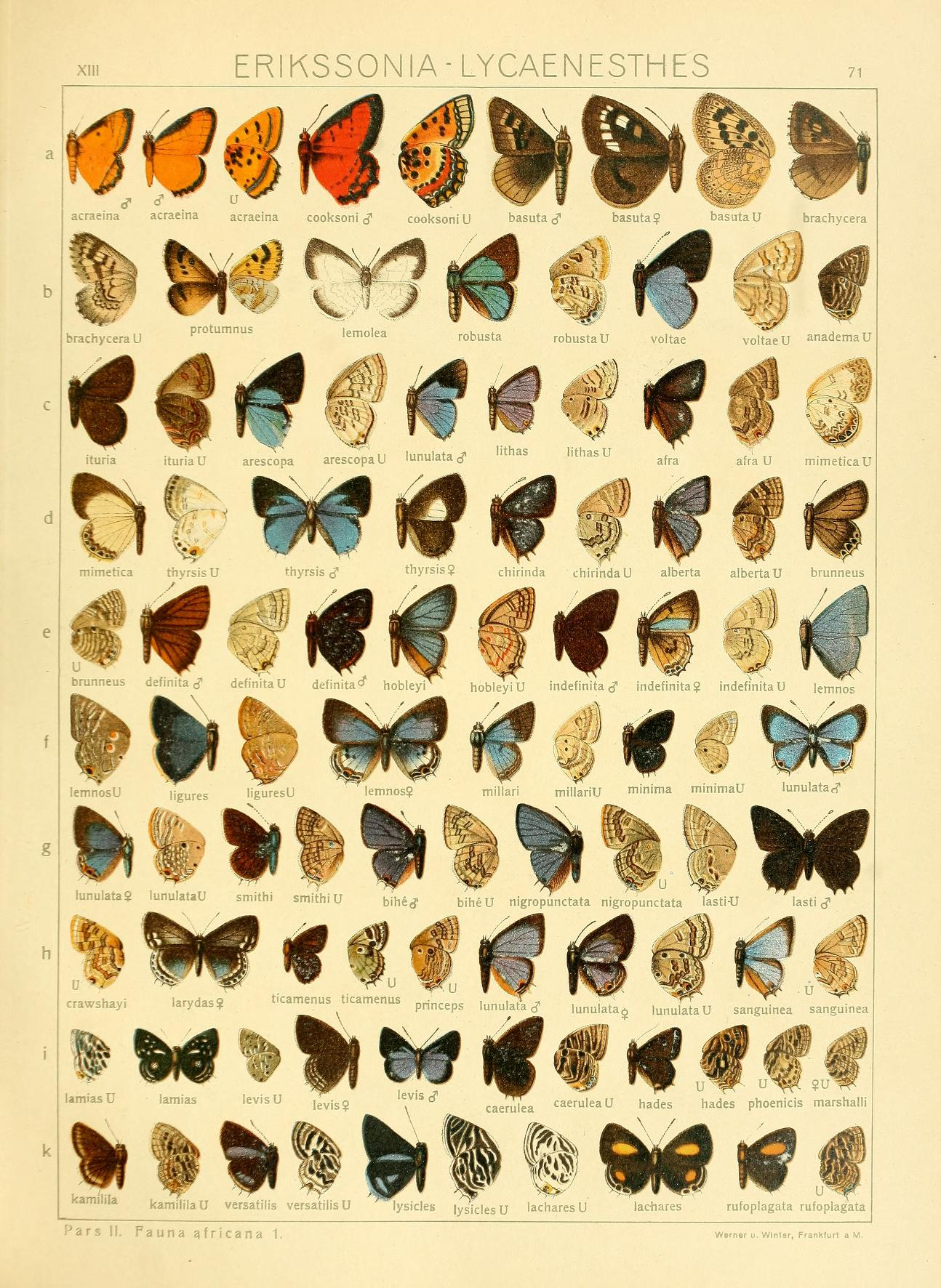